# 謙信一夜城
謙信一夜城（けんしんいちやじょう）は、千葉県佐倉市王子台にあった日本の城。王子台城、千里詰ともいう。

## 歴史
上杉謙信が臼井城攻めの際に築いた陣城と伝わる。群雄割拠の戦国時代、武田信玄、北条氏康、上杉謙信という勢力が争う中で、謙信もたびたび関東に進軍した。
永禄8年（1565年）の関東遠征の際には、北条氏の圧迫を受けていた里見氏も上杉軍に加わり、北条氏に対抗した。上杉軍は、常陸国小田城などを攻め、永禄9年（1566年）には、臼井城に攻め寄せた。しかし、臼井城の「実城堀一重」まで攻め寄せたものの、北条氏配下の原胤貞がこれを撃退し、上杉軍は上州に撤退したとされる。

## 構造
現在、城跡はニュータウン内の公園となっている。開発に伴う発掘調査によると、城内の曲輪は100m×70mの方形で、周囲には空堀をめぐらせ、南西には虎口、土橋が架けられていたという。南東には食い違いの堀があり、ここにも虎口があった可能性が高いと考えられている。
東には小さい土堤があり、忍堤という。これは、謙信が生ヶ谷の本営との往来を便利にするために築いたものといわれる。

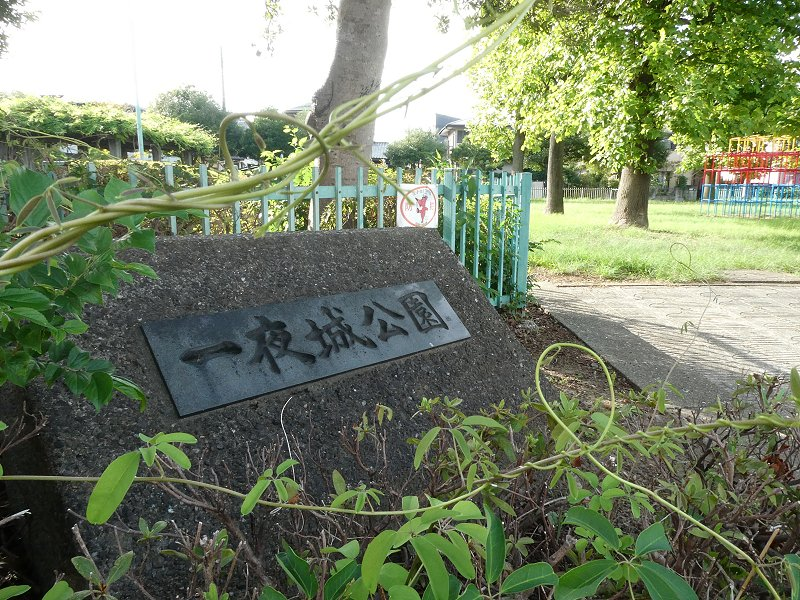
城跡の一夜城公園
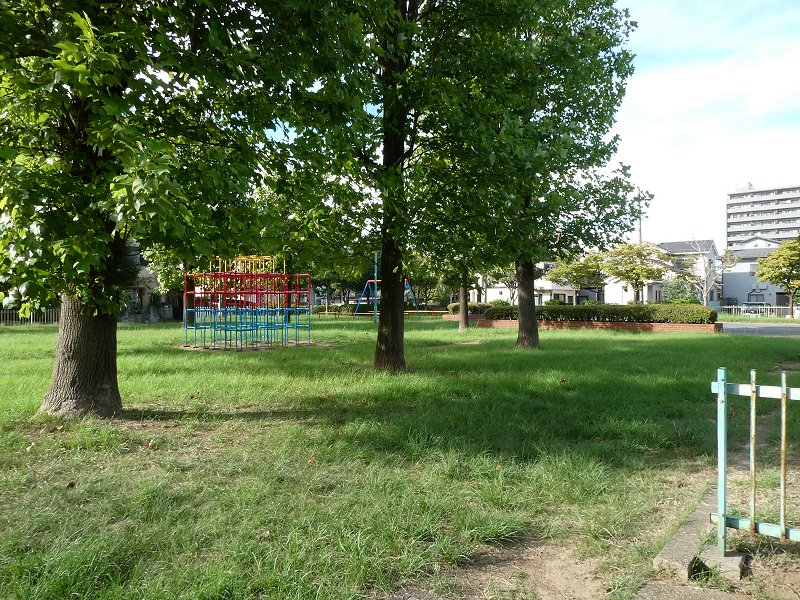
城跡の一夜城公園

## アクセス
- 京成本線　京成臼井駅下車　徒歩5分